# Мітохондріальні хвороби
Мітохондріальні хвороби — група спадкових хвороб, спричинених порушенням функції мітохондрій та їхніми структурними дефектами, які призводять до порушеннями енергетичного синтезу в клітинах.
Такі захворювання передаються лише за материнською лінією до дітей обох статей. Проявами хвороб можуть бути сліпота, глухота, порушення моторики, серцева недостатність, патологія м'язів, печінки, нирок та інших органів.
Мітохондріальна ДНК знаходиться в мітохондріях — органелах, необхідних для клітинного дихання. Мутації в мітохондріальної ДНК також можуть викликати небажані відхилення. Мітохондріальні генетичні хвороби викликають психічні та м'язові розлади. Приклади таких хвороб: синдром Кірнса-Сейра, синдром Пірсона, міоклональна епілепсія, міокардіопатія, і т. д.